# لنگرانداخته
لنگرانداخته (اسپانیایی: Anclados‎) یک نمایش تلویزیونی کمدی موقعیت اسپانیایی است که در سال ۲۰۱۵ منتشر شد. ماجرای این مجموعهٔ تلویزیونی بر روی خدمه یک کشتی تفریحی ارزان‌قیمت متمرکز است.
این سریال به خاطر نحوهٔ به‌تصویر کشیدن کولی‌ها مورد انتقاد قرار گرفته است. در ژوئن ۲۰۱۵، «فدراسیون دانشجویان زن کولی اندلس» از این سریال تلویزیونی به دلیل نمایش کلیشه‌ای مردم کولی به‌عنوان بزه‌کار شکایت کرد.
از بازیگران این سریال می‌توان به میرن ایبارگورن، خواکین ریس، اورسولا کوربرو، کارولینا لاپائوسا و روسی د پالما اشاره کرد.